# Wertingen
Wertingen est une ville de Bavière (Allemagne) de 8 833 habitants, située dans l'arrondissement de Dillingen dans le district de Souabe.

## Géographie

### Quartiers
| - Bliensbach - Geratshofen - Gottmannshofen - Hettlingen - Hirschbach - Hohenreichen | - Neuschenau - Possenried - Prettelshofen - Reatshofen - Rieblingen - Roggden |

## Histoire
Les maréchaux Lannes et Murat, à la tête de la cavalerie française, y battirent les Autrichiens du général Mack le 8 octobre 1805. Napoléon fit hommage des drapeaux, pris à l'ennemi lors de cette bataille, à la Ville de Paris. Une députation des maires d'arrondissement (dont le Prince Murat et Brière de Mondétour) vint les chercher auprès de l'empereur à Schönbrunn pour les rapporter à Paris (une partie orna Notre-Dame). Le bas-relief (no 54) de la Colonne de la Grande Armée illustre cet épisode.

## Économie
À Wertingen se trouvent le siège et une usine du fabricant de tuiles Creaton GmbH.

## Personnalités liées à la ville
Le groupe de punk rock Killerpilze a été fondé par trois lycéens de Wertingen en 2002.

## Jumelages
La ville de Wertingen est jumelée avec :
- Fère-en-Tardenois (France) depuis le 30 octobre 1989.